# Tetronsäure
Die Tetronsäure ist eine chemische Verbindung aus der Gruppe der γ-Lactone. Sie entsteht durch Lactonisierung der 4-Hydroxyacetessigsäure. Technisch wird Tetronsäure aus Ethyl-4-chloracetoacetat gewonnen.
Sie tritt in mehreren tautomeren Formen auf.

Keto-Enol-Tautomerie der Tetronsäure

Viele Naturstoffe, wie z. B. Ascorbinsäure oder Penicillansäure besitzen das β-Keto-γ-butyrolacton-Strukturmotiv der Tetronsäure.
Tetronsäure kann als Sauerstoff-Analogon der Tetramsäure aufgefasst werden, die ebenfalls Keto-Enol-Tautomerie zeigt.